# Trennfläche (Geologie)

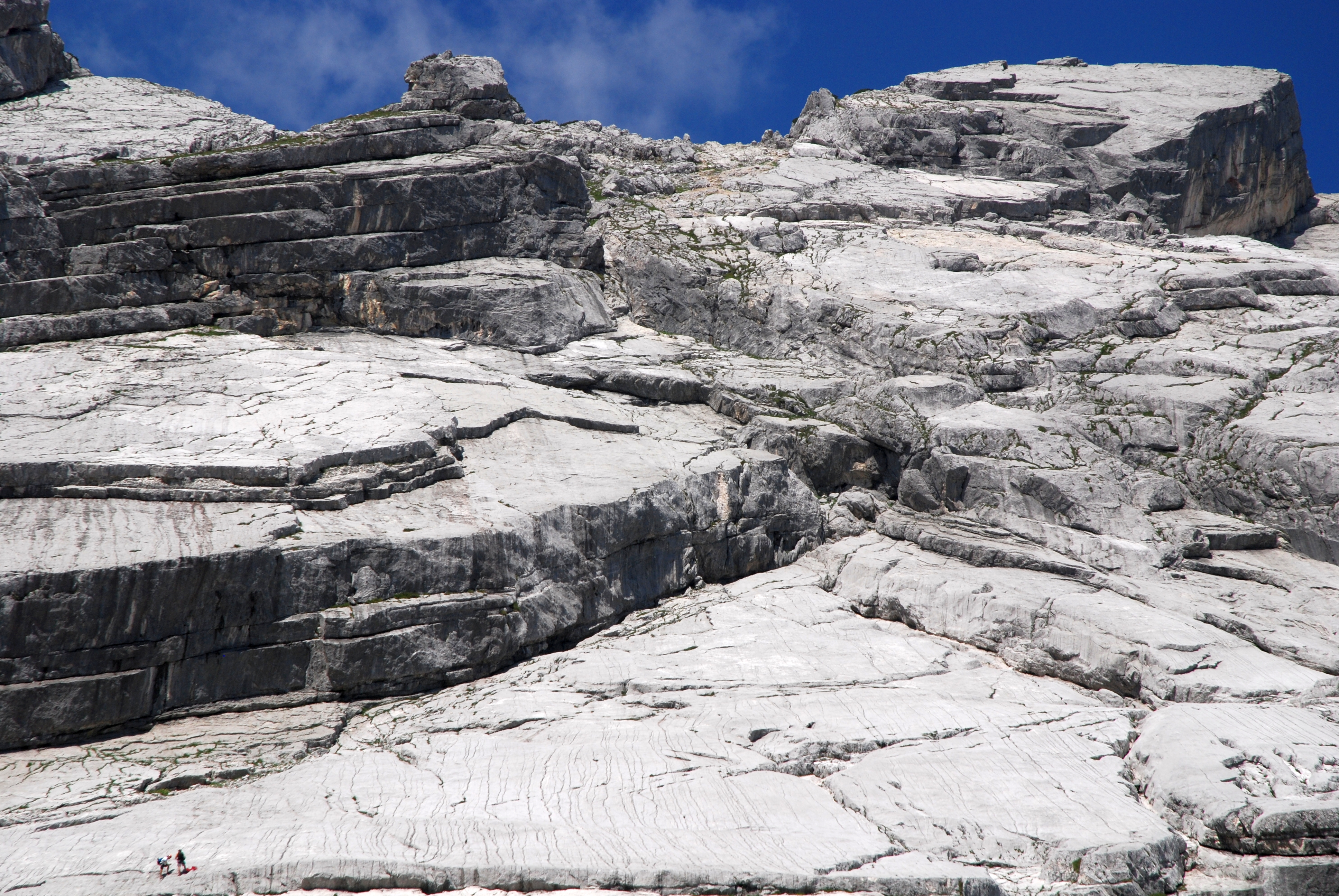
Schichtflächen im Dachsteinkalk, Zwölferkogel, Österreich

Eine Trennfläche bezeichnet in der Geologie und speziell der Ingenieurgeologie die Fläche einer Diskontinuität innerhalb des Gebirges. Trennflächen unterbrechen daher die Kontinuität des Gesteinskörpers und sind ein wesentliches Merkmal zu dessen Beschreibung. Es handelt sich dabei um einen Sammelbegriff für verschiedene Arten von Diskontinuitätsflächen, wie in der unteren Tabelle dargestellt. Die Gesamtheit der Trennflächen im Gebirgsgefüge bezeichnet man als Trennflächengefüge. Eine Gruppe von Trennflächen, welche sich in Art und Ausrichtung gleichen, wird Trennflächenschar genannt.

## Arten
| Trennflächenart     | Diskontinuität | Symbol1 | Kennzeichen                                                                             | Entstehung                                                            |
| ------------------- | -------------- | ------- | --------------------------------------------------------------------------------------- | --------------------------------------------------------------------- |
| Kluftflächen        | Kluft          | K       | ohne Dislokation                                                                        | durch Tektonik oder anderweitig bedingte Spannungen im Gesteinskörper |
| Störungsflächen     | Störung        | St      | mit Dislokation                                                                         | durch Tektonik                                                        |
| Schichtflächen      | Schichtung     | Ss      | oft parallel, durch Materialwechsel gekennzeichnet                                      | durch Sedimentation                                                   |
| Schieferungsflächen | Schieferung    | Sf      | parallel, engständig, teils mit Dislokation, Kreuzung einer primären Schichtung möglich | durch Tektonik                                                        |

1 Mehrere Trennflächenscharen/-generationen einer Trennflächenart werden durch numerische Indizes unterschieden (zum Beispiel K1, K2 usw.)

## Eigenschaften
Die Eigenschaften der Trennflächen kennzeichnen zusammen mit den Gesteinseigenschaften die Gebirgseigenschaften.

### Abstand
Der Abstand zwischen den Trennflächen wird bei gleicher Raumstellung, also zueinander parallelen Trennflächen, senkrecht zur Trennfläche gemessen. Man spricht auch von den wahren Trennflächenabständen, wobei anders gemessene Trennflächenabstände – meist in der Horizontale – durch Winkelbeziehungen in diese umgerechnet werden können. Man bezeichnet letztere auch als scheinbare Trennflächenabstände. Das Reziproke des scheinbaren, horizontalen Trennflächenabstandes ist die Klüftigkeitsziffer. Man bestimmt sie durch das Auszählen der Trennflächen entlang einer charakteristischen Messgeraden des Felsverbandes und der anschließenden Division durch die Länge dieser Messgeraden. Dabei werden alle Haupttrennflächenscharen mitgezählt, weshalb man sie auch als durchschnittliche Klüftigkeitsziffer bezeichnet, im Gegensatz zu den spezifischen Klüftigkeitsziffern der jeweiligen Trennflächen (hier werden entlang der gleichen Messstrecke nur diese gezählt). Die Summe aller spezifischen Klüftigkeitsziffern ergibt wiederum die durchschnittliche Klüftigkeitsziffer.
| Code | Mittlerer Abstand in cm Toleranz ± 20 % | Bezeichnung        | Bezeichnung              |
| ---- | --------------------------------------- | ------------------ | ------------------------ |
| Code | Mittlerer Abstand in cm Toleranz ± 20 % | Klüftung           | Schieferung / Schichtung |
| A01  | <1                                      | –                  | blätt(e)rig              |
| A05  | 1 – 5                                   | sehr stark klüftig | dünnplattig              |
| A10  | 5 – 10                                  | stark klüftig      | dickplattig              |
| A30  | 10 – 30                                 | klüftig            | dünnbankig               |
| A60  | 30 – 60                                 | schwach klüftig    | dickbankig               |
| A61  | >60                                     | kompakt            | massig                   |